# Philippe Duchaufour
Philippe Duchaufour est un pédologue français (né le 23 juin 1912 à Méry-sur-Oise - mort le 2 décembre 2000 à Paris 14e), professeur à l'Université de Nancy et directeur du Centre de biologique pédologique du CNRS.

## Biographie
Ancien élève de l'École nationale du génie rural, des eaux et des forêts, il devient professeur d'écologie à l'École forestière des Barres puis, en 1952, professeur de géologie et de pédologie à l'École nationale des eaux et forêts de Nancy. En 1961, il est nommé professeur de pédologie à la faculté des sciences de Nancy et fonde en même temps le
Centre de Pédologie biologique du CNRS, dont il est le directeur.

## Décorations, distinctions et hommages
Il est Chevalier de la Légion d'honneur, décoré de la Croix de guerre 39-45, Commandeur des Palmes académiques et du Mérite agricole. L'université de Vienne l'a fait Docteur honoris causa. Il est membre de plusieurs associations scientifiques et académies (dont l'Académie d'agriculture de France en 1975).
En 2002, l'European Geosciences Union a créé une médaille Philippe Duchaufour pour les chercheurs dans les domaines des sciences du sol.

## Œuvres
- La Dynamique du sol forestier en climat atlantique, Québec, 1959.
- Précis de pédologie, Niort, Masson, 1960.
- Vol. 1. Pédogenèse et classification  (in « Pédologie », sous la direction de Ph. Duchaufour et Bernard Souchier.), Masson, 1977, 92 figures, 16 planches hors-texte, 477 (présentation en ligne)
- Atlas écologique des sols du monde, Masson, 1976
- Philippe Duchaufour, Pédologie : sol, végétation, environnement, Paris, Masson, 1991, 289 p. (ISBN 978-2-225-82421-0).